# 3. divisjon i ishockey för herrar
2. divisjon är den fjärde högsta divisionen i ishockey i Norge efter 2. divisjon i ishockey för herrar. 3. division är substratet av Norges Ishockeyforbund.

## Lagavdelning västerut 2019/2020
- Forus/Sandnes Ravens
- Kristiansand Ishockeyklubb
- Lyderhorn Gladiators
- Nærbø Idrettslag
- Straen Ishockeyklubb

## Lagavdelning öster 2019/2020
- Comet 2
- Grüner 2
- Idrettslaget Jutul och Eiksmarka Ishockeyklubb
- Nesøya Idrettslag
- Rasta Ishockeyklubb
- Skedsmo Ishockeyklubb
- Ski 2
- Storhamar Yngres Avdeling
- Ullensaker Issportklubb